# World of Warcraft: Wrath of the Lich King Classic
World of Warcraft: Wrath of the Lich King Classic — версия оригинального дополнения Wrath of the Lich King образца 2008 года, анонсированная 19 апреля 2022 года и вышедшая 26 сентября 2022 года. Данная версия игры доступна параллельно с основной (сейчас — Dragonflight) и классической версией игры World of Warcraft Classic, при этом она позволит увидеть мир Азерота в период выхода первого дополнения к игре The Burning Crusade до выхода третьего дополнения — Cataclysm.
После выхода дополнения отдельных серверов с заключительной версией дополнения The Burning Crusade Classic выделять не стали по причине отсутствия интереса в этом у игроков.

## Новвоведения
На запуске Classic дополнения разработчики старались придерживаться стратегии минимальных изменений, воспроизводя игру в максимально приближенном к оригиналу состоянию. Работая над The Burning Crusade Classic и текущим дополнением, они пришли к выводу, что эта тактика не всегда хороша и для современных игроков изменения все же необходимы. Тем не менее, они не хотят вводить корректировки, которые нарушают оригинальный дух старых дополнений, так что глобальных новшеств не планируется.
Из изменений можно выделить:
- увеличение уровня здоровья и урона существ в рейде Наксрамас, с целью сохранения интереса и здоровых игровых условий, поскольку изначально он был слишком простым и игроки быстро его прошли;
- за прохождение героических подземелий введены эмблемы, призванные мотивировать игроков посещать подземелья на протяжении всего дополнения;
- отказ от ввода одинаковой добычи в рейдах на 10/25 игроков, а также повышение качества добычи и базового уровня сложности героических подземелий;
- отказ от системы автоматического межсерверного сбора группы на ранних этапах дополнения и улучшение системы ручного сбора группы;
- замена выбора гендеров при создании персонажа на выбор типов телосложения (тело 1, тело 2)[6];
- ввод возможности смены телосложения в парикмахерской за золото;
- множество изменений, связанных с PvP.

С началом второго контентного этапа для героических подземелий стала доступна новая система "руна титанов", усложняющая подземелье определенным модификатором и поощряющая более щедрой добычей. Система имеет сходство с эпохальными ключами из Legion, однако текущая вариация не имеет счетчика времени и внутриигрового рейтинга.

## Разработка и выпуск
В марте 2022 года разработчики провели опрос среди игроков о необходимости запуска дополнения, как это было ранее с The Burning Crusade Classic. Спустя месяц дополнение было официально анонсировано.
Незадолго до релиза дополнения разработчики провели опрос уже касательно выхода World of Warcraft: Cataclysm Classic.
В честь выхода дополнения авторы выпустили обновленную версию вступительного синематика дополнения на YouTube, качество которого было поднято до разрешения 4K.